# Ferula leucographa
Ferula leucographa är en flockblommig växtart som beskrevs av Jevgenij Korovin. Ferula leucographa ingår i släktet stinkflokesläktet, och familjen flockblommiga växter. Inga underarter finns listade i Catalogue of Life.